# Семеновское (Междуреченский район)
Семеновское — деревня в Междуреченском районе Вологодской области.
Входит в состав Сухонского сельского поселения, с точки зрения административно-территориального деления — в Сухонский сельсовет.
Расстояние до районного центра Шуйского по автодороге — 14 км. Ближайшие населённые пункты — Шонорово, Парфенка, Пионерский.
По данным переписи в 2002 году постоянного населения не было.